# حزب کمونیست ارمنستان
حزب کمونیست ارمنستان (ارمنی: Հայաստանի կոմունիստական կուսակցություն) یکی از احزاب کشور ارمنستان است و در سال ۱۹۹۱ تشکیل شده‌است و رهبری آن را هم‌اکنون داجات سارگسیان را برعهده دارد.
روبن توماسیان، از کمونیست‌های کهنه‌کار ارمنی، رهبری این حزب را برعهده داشت. پس از فروپاشی حزب کمونیست ارمنستان این حزب به سه شاخهٔ مجزا و متضاد تقسیم شد و هستهٔ اصلی این حزب به‌طور مستقل در پنجمین انتخابات مجلس ملی ارمنستان شرکت کرد.